# Stănișești (gmina)
Stănișești – gmina w Rumunii, w okręgu Bacău. Obejmuje miejscowości Balotești, Belciuneasa, Benești, Crăiești, Gorghești, Slobozia, Slobozia Nouă, Stănișești i Văleni. W 2011 roku liczyła 4514 mieszkańców.